# Nesolecithus janickii
Nesolecithus janickii är en plattmaskart som beskrevs av Franz Poche 1922. Nesolecithus janickii ingår i släktet Nesolecithus och familjen Schizochoeridae. Inga underarter finns listade i Catalogue of Life.